# Рюти, Ристо
Ри́сто Хе́йкки Рю́ти (фин. Risto Heikki Ryti; (3 февраля 1889, Виттис, Великое княжество Финляндское — 25 октября 1956, Хельсинки, Финляндия) — финский государственный и политический деятель, Президент Финляндии (1940—1944); премьер-министр Финляндии (1939—1940).

## Биография
Весной 1906 года Ристо Рюти сдал экзамен на аттестат зрелости и в том же году поступил на юридический факультет Императорского Александровского университета. Окончил университет в 1909 году.
В 1910 познакомился с самым богатым человеком Финляндии Альфредом Корделином, стал его адвокатом, а позднее другом.
В 1912 году Рюти получил степень кандидата юридических наук.
Весной 1914 он со своим другом Эриком Серлакиусом отправился изучать морское право в Оксфорд. Рюти был англофил, и в совершенстве знал английский язык. Однако учебу прервала начавшаяся мировая война. В 1914 году Рюти и Эрик Серлациус основали в Хельсинки совместную адвокатскую контору, в которую они наняли младшую сестру Эрика Герду Серлациус. Летом 1915 года Ристо и Герда обручились, а в январе следующего 1916 состоялась свадьба.
7 ноября 1917 года Ристо и Герда, находившиеся в качестве гостей на дне рождения Корделина в его имении Моммила, были вместе с ним арестованы русскими матросами-большевиками. В ходе последовавшего столкновения матросов с финскими белогвардейцами, посланными для их освобождения (так называемая «стычка в Моммила») им удалось бежать, тогда как Корделин был застрелен матросом у них на глазах. По составленному Корделином завещанию его собственность стала основой фонда культуры финского языка. Ристо Рюти исполнил завещание — создал фонд прогресса и культуры (сегодня — фонд Альфреда Корделина).
В разразившейся в 1918 году гражданской войне Рюти, по сути, не принимал участия — он вынужден был скрываться с семьёй в контролируемом красными Хельсинки.
В 1919 году Рюти, ранее принадлежавший к младофиннам, а теперь ставший прогрессистом и убежденным республиканцем, был избран в парламент, став вторым из самых молодых депутатов. Его политический наставник и образец для подражания Каарло Юхо Стольберг был избран первым президентом Финляндской Республики. Рюти был в лагере победителей и состоял в преуспевающей партии. Его талант был сразу замечен, и он стал председателем законодательной комиссии. В период своего депутатства он пять раз был членом финансовой комиссии и дважды её председателем.
В апреле 1921 года в возрасте 32 лет Ристо Рюти был назначен министром финансов в правительстве Юхо Веннолы. В следующем правительстве Кюёсти Каллио сохранил должность.
С 1924 по 1927 Рюти был депутатом городского совета Хельсинки.
С 1925 по 1939 — председатель Банка Финляндии.
В 1927 Рюти вновь был избран в парламент, до 1929 года.

### Премьер-министр, Советско-финская война
В 1938 году между СССР и Финляндией начались дипломатические переговоры (первоначально они велись в секретном режиме), где обсуждались действия в случае нападения Германии на СССР, а осенью 1939 — возможность обмена территориями, с целью отодвинуть границу от Ленинграда. К ноябрю 1939 переговоры сразу зашли в тупик, а уже 30 ноября советские войска без объявления войны перешли границу и нанесли удары по территории Финляндии. Вечером того же дня правительство Каяндера по предложению парламентской фракции СДП ушло в отставку. 1 декабря было назначено новое правительство, главой которого, по предложению Таннера стал Ристо Рюти.
С 1 декабря 1939 по 19 декабря 1940 был премьер-министром Финляндии.

### Президент, война 1941—1944
C 19 декабря 1940 по 4 августа 1944 — президент Финляндии.
Во время Зимней войны Рюти, убедившись в нежелании Британии и Швеции помогать Финляндии, начал секретные переговоры с Германией (до этого Финляндия занимала скорее пробританскую позицию, особенно ввиду сильных торгово-экономических связей с Британией, однако после начала Второй мировой войны Балтийское море перешло под контроль немцев, и эти связи прервались). Несмотря на последовавшее затем 4-летнее сотрудничество с Германией, Финляндия оставалась демократическим парламентским государством. Руководство Финляндии категорически отказалось принимать у себя расовые законы, в отличие от прочих союзников Германии. Несмотря на это, полиция Финляндии выдала Германии восемь еврейских беженцев. Это вызвало скандал в правительстве, после которого подобные действия стали невозможны.

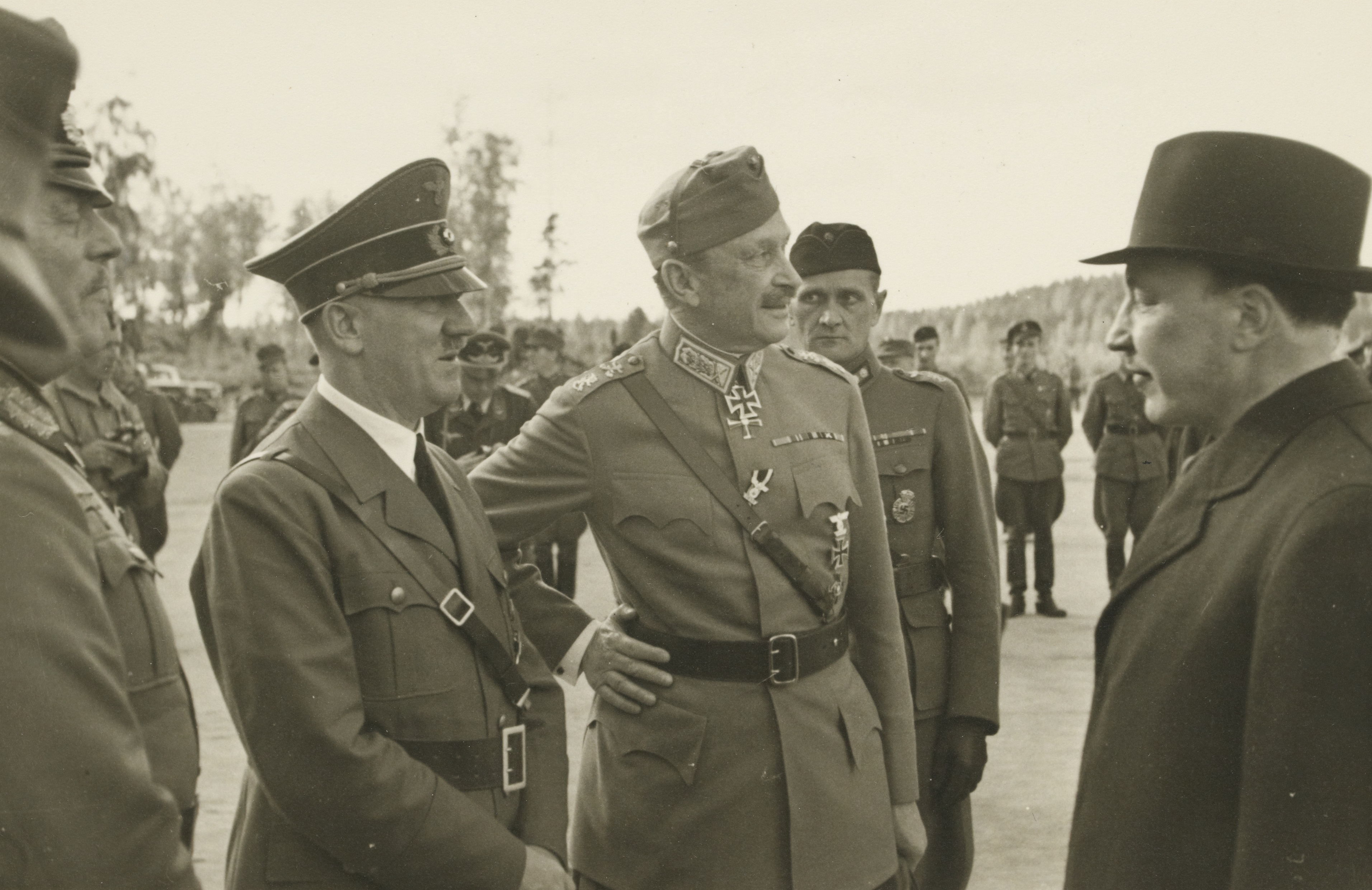
Встреча Гитлера с маршалом Маннергеймом и президентом Рюти; Иматра, Финляндия, 200 км к северо-западу от Ленинграда, 1942

Во время советско-финской «войны-продолжения» Рюти не только не скрывал планов по реализации проекта «Великая Финляндия», но и призывал уничтожить Ленинград как крупный город. Так 11 сентября 1941 он заявил немецкому посланнику: «Если Петербург не будет больше существовать как крупный город, то Нева была бы лучшей границей на Карельском перешейке… Ленинград надо ликвидировать как крупный город». Ожидая падения Ленинграда, он даже заготовил речь для такого случая (планировалось, что её будет читать Юхо Паасикиви), в которой говорилось следующее:
Пала впервые в истории некогда столь великолепная столица, находящаяся вблизи от наших границ. Это известие, как и ожидалось, подняло дух каждого финна… Для нас, финнов, Петербург действительно принес зло. Он являлся памятником создания русского государства, его завоевательных стремлений.
Выступил инициатором издания пропагандистской книги «Жизненное пространство Финляндии», обосновывавшей территориальные претензии страны.

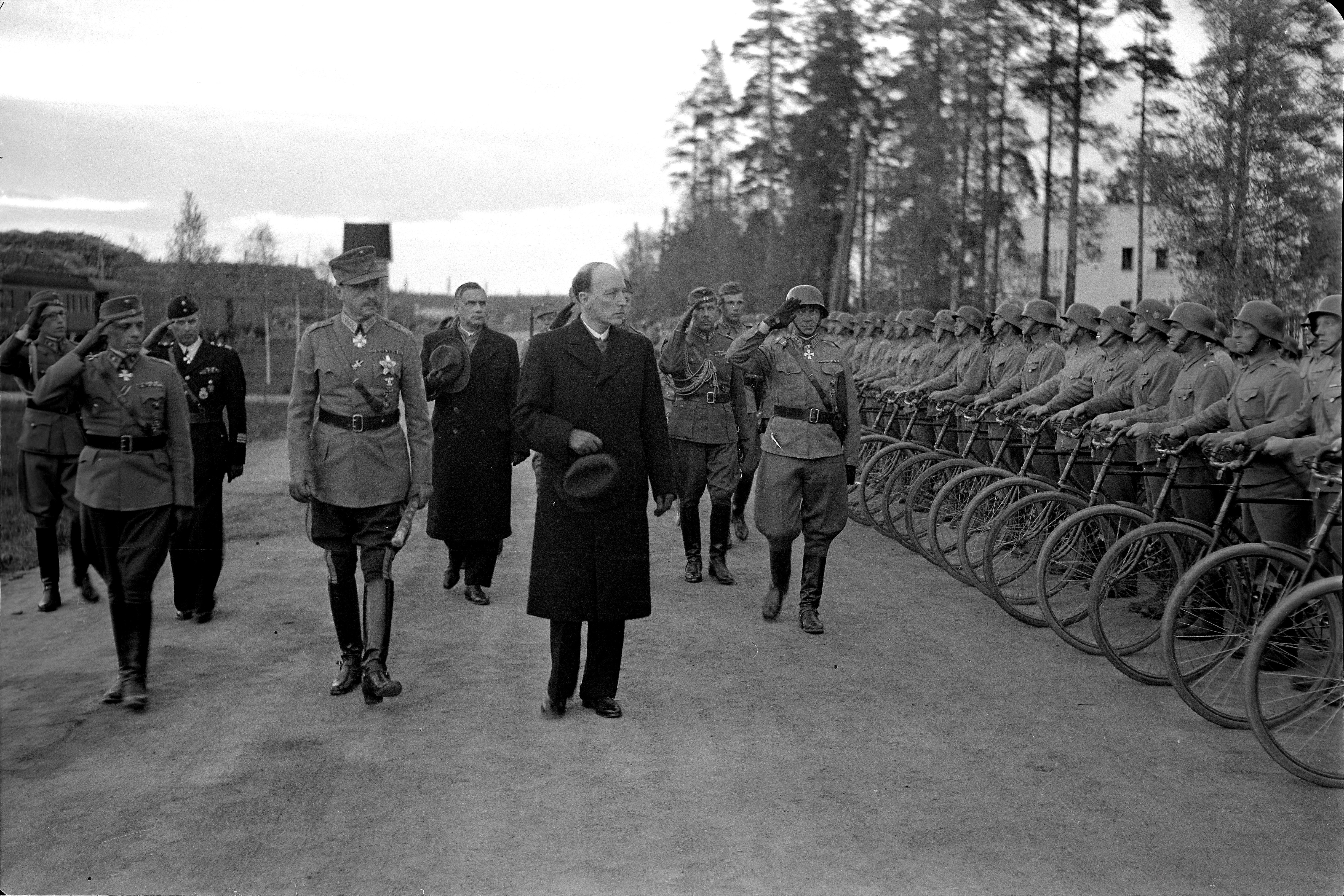
Маршал Карл Густав Эмиль Маннергейм и Президент Ристо Рюти инспектируют войска в Энсо (ныне Светогорск). 4 июня 1944 г.

Рюти подписал в июне 1944 года секретное соглашение с Иоахимом фон Риббентропом, по которому Финляндия гарантировала Германии военную помощь и отказ от сепаратных переговоров в обмен на поставки вооружения и военных материалов. Поставки вооружений сыграли важную роль в отражении советского наступления летом 1944 года. Поскольку договор был секретным и подписан только президентом, финское руководство нашло легальный способ отказаться от договора: Рюти ушёл в отставку, а новый президент Карл Густав Эмиль Маннергейм, не ставивший свою подпись под договором, не считал себя связанным его условиями и заключил перемирие с СССР. По условиям перемирия (13 пункт) Финляндия обязывалась осудить как военных преступников солдат и командиров. Вскоре выяснилось более широкое толкование 13 пункта Советской стороной. СССР стремился применить эти требования к политическому руководству.

### Отставка и суд
Рюти категорически отказался от возможности скрыться от судебного преследования за рубежом, считая себя невиновным, и считая важным для современников и будущих поколений объяснить происходящее.
В 1945 г. под давлением СССР и финских коммунистов Рюти был осуждён как военный преступник и приговорён к 10-летнему заключению. Одним из инициаторов процесса был А. А. Жданов, обвинявший Рюти в подготовке уничтожения Ленинграда как города и истребления его населения. В последнем слове Рюти ясно выразил мысль, что он и другие приговорённые являются лишь козлами отпущения:

Этот судебный процесс — фарс. Фактическим обвинителем в нём выступает не финское государство, а правительство одной сверхдержавы. Фактическими ответчиками выступают не те отобранные по политическим причинам лица, которые здесь обвиняются. Фактический ответчик — финский народ. И цель процесса — не столько приговорить обвиняемых к максимально суровым наказаниям, сколько то, чтобы решением финского суда объявить Финляндию агрессором в войне, а Советский Союз — миролюбивой, несправедливо пострадавшей жертвой незаконного нападения.

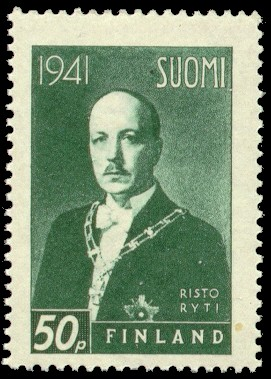
Ристо Рюти на почтовой марке Финляндии, 1941

Оригинальный текст (фин.)Tämä on oikeudenkäyntifarssi. Todellinen syyttäjä siinä ei ole Suomen valtakunta, vaan erään suurvallan hallitus. Todelliset vastaajat eivät ole ne poliittisilla perusteilla noukitut henkilöt, jotka ovat täällä syytettyinä. Todellinen vastaaja on Suomen kansa. Tarkoitus oikeudenkäynnillä ei ole niinkään paljon syytettyjen henkilöiden tuomitseminen mahdollisimman korkeisiin rangaistuksiin kuin se, että suomalainen oikeus päätöksellään julistaisi Suomen hyökkääjäksi sodassa ja siten Neuvostoliiton rauha rakastavaksi, vääryyttä kärsineeksi, oikeudettoman hyökkäyksen uhriksi.

В 1949 году помилован.

### Последние годы
Умер в 1956 году, похоронен с государственными почестями.
В настоящее время его заслуги в роли президента высоко оценены финским обществом: существуют улицы, носящие его имя, памятники и т. д.